# Братское (Саратовская область)
Братское — село в Аркадакском районе Саратовской области России. Входит в состав Росташовского сельского поселения.

## История
Поселение  зародилось в 18 веке на живописных степных просторах возле правого притока реки Прямая Баланда.  
На земле, принадлежащей князю Кочубею, жители занимались в основном земледелием, скотоводством и птицеводством, отбивая периодически набеги кочевников и прочих разбойников. Прошло время. Братский посёлок переходит в собственность графини Софьи Львовны Шуваловой-Нарышкиной. С середины 19 века крестьяне деревни Братское (Братский посёлок) Аткарского уезда второго стана вместе с крестьянами деревень Баландинка (Новая Баланда), Находка, Новая Дмитриевка (Криуша) приписываются к церкви Святой Мученицы Софии, построенной в селе Софьино благодаря тщанию прихожан (эта церковь просуществовала до середины 1930 года). По переписи 1859 года в Братском имелось 38 дворов и проживало 395 человек (198 мужчин и 197 женщин). После реорганизации уезда деревня Братское вошла в состав Софьинской волости Аткарского уезда. В конце 19 века в деревне была организована школа грамоты, где обучали основам правописания и чтения. Дальнейшее обучение можно продолжать в Софьинской церковно-приходской школе (до неё пять вёрст). В 1911 году в Братском имелось уже 147 дворов и проживало 965 жителей (485 мужчин и 480 женщин). 
В 1989 году последний коренной житель Феничев Иван Фёдорович покинул деревню Братское, а в начале 21 века она оставила о себе только воспоминания и встречи по-братски земляков, приезжающих на свою Родину, в день Святой Троицы.

## Население
| 2010 |
| ---- |
| 0    |

## Примечание
1. 1 2  Всероссийская перепись населения 2010 года. Численность и размещение населения Саратовской области